# Tournoi de tennis de Buenos Aires
Ne doit pas être confondu avec Tournoi de tennis de Buenos Aires (Challenger).
Le tournoi de Buenos Aires est un tournoi de tennis professionnel masculin du circuit ATP et féminin du circuit WTA qui se déroule en Argentine sur terre battue.
Le tournoi masculin est classé en catégorie ATP 250 Series et est devenu l'un des premiers rendez-vous du calendrier sur cette surface depuis 2002, après plusieurs tentatives d'installation dans le calendrier. Guillermo Vilas s'est imposé 8 fois à Buenos Aires entre 1973 et 1982, dont 6 fois d'affilée de 1973 à 1977. Carlos Moyà et David Ferrer se sont eux imposé 3 fois chacun.
Organisé à six reprises dans la ville de Buenos Aires, la dernière édition de l'épreuve féminine date de 1987. Gabriela Sabatini s'y est imposée deux fois consécutivement, en 1986 et 1987. Le tournoi féminin revient au calendrier WTA en 2021 en catégorie WTA 125.

## Palmarès dames

### Simple
| No       | Date       | Nom et lieu du tournoi                                   | Catégorie      | Dotation       | Surface        | Vainqueure          | Finaliste           | Score          |                |
| -------- | ---------- | -------------------------------------------------------- | -------------- | -------------- | -------------- | ------------------- | ------------------- | -------------- | -------------- |
| 1        | 19-04-1965 | River Plate Championships, Buenos Aires                  |                | NC             | Terre (ext.)   | Lesley Turner       | Margaret Smith      | 6-3, 6-3       | Tableau        |
| 2        | 24-10-1966 | Argentine and South American Championships, Buenos Aires |                | NC             | Terre (ext.)   | Norma Baylon        | Nancy Richey        | 6-3, 7-9, 6-4  |                |
| 3        | 30-10-1967 | South American Championships, Buenos Aires               |                | NC             | Terre (ext.)   | Billie Jean King    | Rosie Casals        | 6-3, 3-6, 6-2  | Tableau        |
|          | 1968-1970  | Pas de tournoi                                           | Pas de tournoi | Pas de tournoi | Pas de tournoi | Pas de tournoi      | Pas de tournoi      | Pas de tournoi | Pas de tournoi |
| Ère Open |            |                                                          |                |                |                |                     |                     |                |                |
| 4        | 26-04-1971 | River Plate Championships, Buenos Aires                  |                | NC             | Terre (ext.)   | Olga Morozova       | Anna-Maria Nasuelli | 6-3, 6-4       |                |
| 5        | 27-11-1972 | South American Championships, Buenos Aires               |                | NC             | Terre (ext.)   | Virginia Wade       | Fiorella Bonicelli  | 6-4, 6-1       | Tableau        |
|          | 1973       | Pas de tournoi                                           | Pas de tournoi | Pas de tournoi | Pas de tournoi | Pas de tournoi      | Pas de tournoi      | Pas de tournoi | Pas de tournoi |
| 6        | 18-11-1974 | South American Championships, Buenos Aires               |                | NC             | Terre (ext.)   | Raquel Giscafré     | Beatriz Araujo      | 7-5, 1-6, 6-2  |                |
| 7        | 10-11-1975 | Argentine Open Championships, Buenos Aires               |                | NC             | Terre (ext.)   | Raquel Giscafré     | Kristien Shaw       | 6-2, 6-4       |                |
|          | 1976-1977  | Pas de tournoi                                           | Pas de tournoi | Pas de tournoi | Pas de tournoi | Pas de tournoi      | Pas de tournoi      | Pas de tournoi | Pas de tournoi |
| 8        | 30-10-1978 | Río de la Plata Championships, Buenos Aires              |                | 35 000 $       | Terre (ext.)   | Caroline Stoll      | Emilse Raponi       | 6-3, 6-2       | Tableau        |
| 9        | 25-07-1979 | Obras Tournament, Buenos Aires                           | Exhibition     | NC             | Terre (ext.)   | Martina Navrátilová | Billie Jean King    | 6-4, 6-4       | Tableau        |
|          | 1980-1985  | Pas de tournoi                                           | Pas de tournoi | Pas de tournoi | Pas de tournoi | Pas de tournoi      | Pas de tournoi      | Pas de tournoi | Pas de tournoi |
| 10       | 01-12-1986 | Argentinian Open, Buenos Aires                           |                | 50 000 $       | Terre (ext.)   | Gabriela Sabatini   | Arantxa Sánchez     | 6-1, 6-1       | Tableau        |
| 11       | 30-11-1987 | Argentinian Open, Buenos Aires                           |                | 50 000 $       | Terre (ext.)   | Gabriela Sabatini   | Isabel Cueto        | 6-0, 6-2       | Tableau        |
|          | 1988-2020  | Pas de tournoi                                           | Pas de tournoi | Pas de tournoi | Pas de tournoi | Pas de tournoi      | Pas de tournoi      | Pas de tournoi | Pas de tournoi |
| 12       | 01-11-2021 | Argentina Open, Buenos Aires                             | WTA 125        | 115 000 $      | Terre (ext.)   | Anna Bondár         | Diane Parry         | 6-3, 6-3       | Tableau        |
| 13       | 07-11-2022 | Buenos Aires Open, Buenos Aires                          | WTA 125        | 115 000 $      | Terre (ext.)   | Panna Udvardy       | Danka Kovinić       | 6-4, 6-1       | Tableau        |
| 14       | 27-11-2023 | IEB+ Argentina Open, Buenos Aires                        | WTA 125        | 115 000 $      | Terre (ext.)   | Laura Pigossi       | María Carlé         | 6-3, 6-2       | Tableau        |
| 15       | 25-11-2024 | IEB+ Argentina Open, Buenos Aires                        | WTA 125        | 115 000 $      | Terre (ext.)   | Mayar Sherif        | Katarzyna Kawa      | 6-3, 4-6, 6-4  | Tableau        |

### Double
| No       | Date       | Nom et lieu du tournoi                                  | Catégorie      | Dotation       | Surface        | Vainqueures                       | Finalistes                              | Score            |                |
| -------- | ---------- | ------------------------------------------------------- | -------------- | -------------- | -------------- | --------------------------------- | --------------------------------------- | ---------------- | -------------- |
| 1        | 19-04-1965 | River Plate Championships Buenos Aires                  |                | NC             | Terre (ext.)   | Margaret Smith Lesley Turner      | Mabel Bove Graziela Lombardi            | 6-0, 7-5         | Tableau        |
| 2        | 24-10-1966 | Argentine and South American Championships Buenos Aires |                | NC             | Terre (ext.)   | Norma Baylon Nancy Richey         | Rosie Casals Ingrid Löfdahl             | 6-1, 6-4         |                |
|          | 1967-1970  | Pas de tournoi                                          | Pas de tournoi | Pas de tournoi | Pas de tournoi | Pas de tournoi                    | Pas de tournoi                          | Pas de tournoi   | Pas de tournoi |
| Ère Open |            |                                                         |                |                |                |                                   |                                         |                  |                |
| 3        | 26-04-1971 | River Plate Championships Buenos Aires                  |                | NC             | Terre (ext.)   | Olga Morozova Betty Stöve         | Beatriz Araujo Ines Roget               | 7-5, 6-1         |                |
| 4        | 27-11-1972 | South American Championships Buenos Aires               |                | NC             | Terre (ext.)   | Helga Masthoff Pam Teeguarden     | Ana María Arias Virginia Wade           | 7-5, 6-2         | Tableau        |
|          | 1973       | Pas de tournoi                                          | Pas de tournoi | Pas de tournoi | Pas de tournoi | Pas de tournoi                    | Pas de tournoi                          | Pas de tournoi   | Pas de tournoi |
| 5        | 18-11-1974 | South American Championships Buenos Aires               |                | NC             | Terre (ext.)   | Katja Ebbinghaus Helga Masthoff   | Beatriz Araujo Raquel Giscafré          | 6-0, 6-1         |                |
| 6        | 10-11-1975 | Argentine Open Championships Buenos Aires               |                | NC             | Terre (ext.)   | Beatriz Araujo Raquel Giscafré    | Michelle Rodríguez Kristien Shaw        | 6-3, 2-6, 8-6    |                |
|          | 1976-1977  | Pas de tournoi                                          | Pas de tournoi | Pas de tournoi | Pas de tournoi | Pas de tournoi                    | Pas de tournoi                          | Pas de tournoi   | Pas de tournoi |
| 7        | 30-10-1978 | Río de la Plata Championships Buenos Aires              |                | 35 000 $       | Terre (ext.)   | Françoise Dürr Valerie Ziegenfuss | Laura duPont Regina Maršíková           | 1-6, 6-4, 6-3    | Tableau        |
|          | 1979-1985  | Pas de tournoi                                          | Pas de tournoi | Pas de tournoi | Pas de tournoi | Pas de tournoi                    | Pas de tournoi                          | Pas de tournoi   | Pas de tournoi |
| 9        | 01-12-1986 | Argentinian Open Buenos Aires                           |                | 50 000 $       | Terre (ext.)   | Lori McNeil Mercedes Paz          | Manon Bollegraf Nicole Jagerman         | 6-1, 2-6, 6-1    | Tableau        |
| 10       | 30-11-1987 | Argentinian Open Buenos Aires                           |                | 50 000 $       | Terre (ext.)   | Mercedes Paz Gabriela Sabatini    | Jill Hetherington Christiane Jolissaint | 6-2, 6-2         | Tableau        |
|          | 1988-2020  | Pas de tournoi                                          | Pas de tournoi | Pas de tournoi | Pas de tournoi | Pas de tournoi                    | Pas de tournoi                          | Pas de tournoi   | Pas de tournoi |
| 11       | 01-11-2021 | Argentina Open Buenos Aires                             | WTA 125        | 115 000 $      | Terre (ext.)   | Irina Bara Ekaterine Gorgodze     | María Carlé Déspina Papamichaíl         | 5-7, 7-5, [10-4] | Tableau        |
| 12       | 07-11-2022 | Buenos Aires Open Buenos Aires                          | WTA 125        | 115 000 $      | Terre (ext.)   | Irina Bara Sara Errani            | Jang Su-jeong You Xiaodi                | 6-1, 7-5         | Tableau        |
| 13       | 27-11-2023 | IEB+ Argentina Open Buenos Aires                        | WTA 125        | 115 000 $      | Terre (ext.)   | María Carlé Déspina Papamichaíl   | M. P. Pérez García Sofia Sewing         | 6-3, 4-6, [11-9] | Tableau        |
| 14       | 25-11-2024 | IEB+ Argentina Open Buenos Aires                        | WTA 125        | 115 000 $      | Terre (ext.)   | Maja Chwalińska Katarzyna Kawa    | Laura Pigossi Mayar Sherif              | 6-4, 3-6, [10-7] | Tableau        |

## Palmarès messieurs

### Simple
| No       | Date       | Nom et lieu du tournoi                     | Catégorie      | Dotation       | Surface        | Vainqueur              | Finaliste              | Score                        |                |
| -------- | ---------- | ------------------------------------------ | -------------- | -------------- | -------------- | ---------------------- | ---------------------- | ---------------------------- | -------------- |
| 1        | 07-1927    | , Buenos Aires                             |                | NC $           | Terre (ext.)   | Juan Carlos Morea      | Héctor Cattaruzza      | 6-3, 6-3, 4-6, 7-5           |                |
| 2        | 1928       | , Buenos Aires                             |                | NC $           | Terre (ext.)   | Ronald Boyd            | Juan Carlos Morea      | 6-4, 3-6, 6-1, 6-1           |                |
| 3        | 09-11-1930 | , Buenos Aires                             |                | NC $           | Terre (ext.)   | Fred Perry             | Eric Peters            | 6-4, 6-1, 6-0                |                |
| 4        | 15-11-1931 | , Buenos Aires                             |                | NC $           | Terre (ext.)   | Ronald Boyd            | Lucilo Del Castillo    | 11-9, 6-4, 6-2               |                |
| 5        | 01-11-1932 | , Buenos Aires                             |                | NC $           | Terre (ext.)   | Guillermo Robson       | Adriano Zappa          | 6-1, 6-2, 6-3                |                |
| 6        | 11-1933    | , Buenos Aires                             |                | NC $           | Terre (ext.)   | Guillermo Robson       | Adriano Zappa          | 6-0, 6-3, 6-3                |                |
| 7        | 11-1934    | , Buenos Aires                             |                | NC $           | Terre (ext.)   | Guillermo Robson       | Lucilo Del Castillo    | 6-1, 6-1, 4-6, 3-6, 6-4      |                |
| 8        | 14-10-1935 | , Buenos Aires                             |                | NC $           | Terre (ext.)   | Giorgio De Stefani     | Lucilo Del Castillo    | 10-8, 10-8, 6-1              |                |
| 9        | 1936       | , Buenos Aires                             |                | NC $           | Terre (ext.)   |                        |                        | NC                           |                |
| 10       | 11-11-1937 | , Buenos Aires                             |                | NC $           | Terre (ext.)   | Alcides Procópio       | Héctor Cattaruzza      | 9-11, 6-3, 6-1, 6-3          |                |
| 11       | 20-11-1938 | , Buenos Aires                             |                | NC $           | Terre (ext.)   | Franjo Punčec          | Josip Palada           | 2-6, 6-4, 7-5, 6-0           |                |
| 12       | 26-11-1939 | , Buenos Aires                             |                | NC $           | Terre (ext.)   | Alejo Russell          | Pancho Segura          | 2-6, 6-3, 4-6, 6-4, 6-1      |                |
| 13       | 11-1940    | , Buenos Aires                             |                | NC $           | Terre (ext.)   | Don McNeill            | Elwood Cooke           | 8-6, 4-6, 6-0, 6-3           |                |
| 14       | 1941       | , Buenos Aires                             |                | NC $           | Terre (ext.)   | Don McNeill            | Jack Kramer            | 6-3, 8-6, 0-6, 7-9, 7-5      |                |
| 15       | 1942       | , Buenos Aires                             |                | NC $           | Terre (ext.)   | Don McNeill            | Andrés Hammersley      | 6-3, 4-6, 6-2, 8-6           |                |
| 16       | 15-11-1943 | , Buenos Aires                             |                | NC $           | Terre (ext.)   | Don McNeill            | Pancho Segura          | 6-4, 6-1, 5-7, 6-3           |                |
| 17       | 1944       | , Buenos Aires                             |                | NC $           | Terre (ext.)   | Enrique Morea          | Heraldo Weiss          | 6-2, 8-6, 2-6, 1-6, 6-3      |                |
| 18       | 18-11-1946 | , Buenos Aires                             |                | NC $           | Terre (ext.)   | Bob Falkenburg         | Enrique Morea          | 6-4, 5-7, 6-4, 3-6, 7-5      |                |
| 19       | 02-11-1947 | , Buenos Aires                             |                | NC $           | Terre (ext.)   | Frank Parker           | Enrique Morea          | 6-2, 6-4, 6-2                |                |
| 20       | 23-11-1948 | , Buenos Aires                             |                | NC $           | Terre (ext.)   | Eric Sturgess          | Vic Seixas             | 6-1, 3-6, 6-3, 6-4           |                |
| 21       | 05-11-1949 | , Buenos Aires                             |                | NC $           | Terre (ext.)   | Enrique Morea          | Tom Brown              | 7-5, 6-3, 6-2                |                |
| 22       | 11-1950    | , Buenos Aires                             |                | NC $           | Terre (ext.)   | Enrique Morea          | Ricardo Balbiers       | 4-6, 3-6, 6-2, 6-1, 6-2      |                |
| 23       | 24-11-1951 | , Buenos Aires                             |                | NC $           | Terre (ext.)   | Enrique Morea          | Fausto Gardini         | 6-3, 6-1, 6-3                |                |
| 24       | 01-12-1952 | , Buenos Aires                             |                | NC $           | Terre (ext.)   | Jaroslav Drobný        | Enrique Morea          | 6-8, 6-1, 6-0, 6-2           |                |
| 25       | 05-12-1953 | , Buenos Aires                             |                | NC $           | Terre (ext.)   | Ernesto Della Paolera  | Eduardo Prado          | 6-2, 6-1, 3-2, ab.           |                |
| 26       | 1954       | , Buenos Aires                             |                | NC $           | Terre (ext.)   | Enrique Morea          | Jaroslav Drobný        | 2-6, 6-3, 6-3, 6-0           |                |
| 27       | 20-11-1955 | , Buenos Aires                             |                | NC $           | Terre (ext.)   | Luis Ayala             | Art Larsen             | 6-2, 6-4, 0-6, 6-0           |                |
| 28       | 05-11-1956 | , Buenos Aires                             |                | NC $           | Terre (ext.)   | Enrique Morea          | Ulf Schmidt            | 6-2, 6-1, 6-2                |                |
| 29       | 03-11-1957 | , Buenos Aires                             |                | NC $           | Terre (ext.)   | Luis Ayala             | Enrique Morea          | 6-8, 6-4, 6-2, 6-2           |                |
| 30       | 25-11-1958 | , Buenos Aires                             |                | NC $           | Terre (ext.)   | Mario Llamas           | Enrique Morea          | 6-4, 9-7, 1-6, 2-6, ?        |                |
| 31       | 09-11-1959 | , Buenos Aires                             |                | NC $           | Terre (ext.)   | Manuel Santana         | Luis Ayala             | 6-2, 7-5, 2-6, 9-7           |                |
| 32       | 18-11-1960 | , Buenos Aires                             |                | NC $           | Terre (ext.)   | Luis Ayala             | Manuel Santana         | 6-3, 3-6, 6-3, 7-5, 8-6      |                |
| 33       | 12-10-1961 | , Buenos Aires                             |                | NC $           | Terre (ext.)   | Pierre Darmon          | Enrique Morea          | 6-1, 6-1, 6-1                |                |
| 34       | 29-10-1962 | , Buenos Aires                             |                | NC $           | Terre (ext.)   | Jan-Erik Lundqvist     | Patricio Rodríguez     | 2-6, 6-4, 7-5, 2-6, 6-3      |                |
| 35       | 30-10-1963 | , Buenos Aires                             |                | NC $           | Terre (ext.)   | Nicola Pietrangeli     | Ronald Barnes          | 6-2, 4-6, 6-4, 6-3           |                |
| 36       | 02-11-1964 | , Buenos Aires                             |                | NC $           | Terre (ext.)   | Chuck McKinley         | Manuel Santana         | 6-4, 1-6, 4-6, 6-3, 4-5, ab. |                |
| 37       | 01-11-1965 | , Buenos Aires                             |                | NC $           | Terre (ext.)   | Nicola Pietrangeli     | Cliff Drysdale         | 6-8, 6-4, 6-0, 1-6, 7-5      |                |
| 38       | 24-10-1966 | , Buenos Aires                             |                | NC $           | Terre (ext.)   | Cliff Richey           | Thomaz Koch            | 6-3, 6-2, 2-6, 6-0           |                |
| 39       | 30-10-1967 | , Buenos Aires                             |                | NC $           | Terre (ext.)   | Cliff Richey           | José Edison Mandarino  | 7-5, 6-8, 6-3, 6-3           |                |
| Ère Open |            |                                            |                |                |                |                        |                        |                              |                |
| 40       | 11-11-1968 | , Buenos Aires                             |                | NC $           | Terre (ext.)   | Roy Emerson            | Rod Laver              | 9-7, 6-4, 6-4                |                |
| 41       | 10-11-1969 | , Buenos Aires                             |                | NC $           | Terre (ext.)   | François Jauffret      | Željko Franulović      | 3-6, 6-2, 6-4, 6-3           |                |
| 42       | 09-11-1970 | , Buenos Aires                             |                | NC $           | Terre (ext.)   | Željko Franulović      | Manuel Orantes         | 6-4, 6-2, 6-0                |                |
| 43       | 29-11-1971 | , Buenos Aires                             |                | NC $           | Terre (ext.)   | Željko Franulović      | Ilie Năstase           | 6-3, 7-6, 6-1                |                |
| 44       | 04-12-1972 | , Buenos Aires                             |                | NC $           | Terre (ext.)   | Karl Meiler            | Guillermo Vilas        | 6-7, 2-6, 6-4, 6-4, 6-4      |                |
| 45       | 26-11-1973 | , Buenos Aires                             |                | NC $           | Terre (ext.)   | Guillermo Vilas        | Björn Borg             | 3-6, 6-7, 6-4, 6-6, ab.      |                |
| 46       | 25-11-1974 | , Buenos Aires                             |                | NC $           | Terre (ext.)   | Guillermo Vilas        | Manuel Orantes         | 6-3, 0-6, 7-5, 6-2           |                |
| 47       | 10-11-1975 | , Buenos Aires                             |                | NC $           | Terre (ext.)   | Guillermo Vilas        | Adriano Panatta        | 6-1, 6-4, 6-4                |                |
| 48       | 22-11-1976 | , Buenos Aires                             |                | 50 000 $       | Terre (ext.)   | Guillermo Vilas        | Jaime Fillol           | 6-2, 6-2, 6-3                |                |
| 49       | 11-04-1977 | , Buenos Aires                             |                | NC $           | Terre (ext.)   | Guillermo Vilas        | Wojtek Fibak           | 6-4, 6-3, 6-0                |                |
| 50       | 21-11-1977 | , Buenos Aires                             |                | 75 000 $       | Terre (ext.)   | Guillermo Vilas        | Jaime Fillol           | 6-2, 7-5, 3-6, 6-3           |                |
| 51       | 27-11-1978 | South American Championships, Buenos Aires |                | 175 000 $      | Terre (ext.)   | José Luis Clerc        | Víctor Pecci           | 6-4, 6-4                     |                |
| 52       | 19-11-1979 | South American Championships, Buenos Aires |                | 175 000 $      | Terre (ext.)   | Guillermo Vilas        | José Luis Clerc        | 6-1, 6-2, 6-2                |                |
| 53       | 17-11-1980 | South American Championships, Buenos Aires |                | 175 000 $      | Terre (ext.)   | José Luis Clerc        | Rolf Gehring           | 6-7, 2-6, 7-5, 6-0, 6-3      |                |
| 54       | 16-11-1981 | South American Championships, Buenos Aires |                | 175 000 $      | Terre (ext.)   | Ivan Lendl             | Guillermo Vilas        | 6-1, 6-2                     |                |
| 55       | 01-02-1982 | Grand Prix La Serenidad, Buenos Aires      |                | 75 000 $       | Terre (ext.)   | Guillermo Vilas        | Alejandro Ganzábal     | 6-2, 6-4                     |                |
|          | 1983-1984  | Pas de tournoi                             | Pas de tournoi | Pas de tournoi | Pas de tournoi | Pas de tournoi         | Pas de tournoi         | Pas de tournoi               | Pas de tournoi |
| 56       | 25-02-1985 | Nabisco Grand Prix, Buenos Aires           |                | 80 000 $       | Terre (ext.)   | Martín Jaite           | Diego Pérez            | 6-4, 6-2                     |                |
| 57       | 10-11-1986 | Copa Banco Galicia, Buenos Aires           |                | 85 000 $       | Terre (ext.)   | Jay Berger             | Franco Davín           | 6-3, 6-3                     |                |
| 58       | 16-11-1987 | Argentine Open, Buenos Aires               |                | 89 400 $       | Terre (ext.)   | Guillermo Pérez Roldán | Jay Berger             | 3-2, ab.                     |                |
| 59       | 07-11-1988 | Copa Nabisco Royal, Buenos Aires           |                | 93 400 $       | Terre (ext.)   | Javier Sánchez         | Guillermo Pérez Roldán | 6-2, 7-6                     |                |
|          | 1989-1992  | Pas de tournoi                             | Pas de tournoi | Pas de tournoi | Pas de tournoi | Pas de tournoi         | Pas de tournoi         | Pas de tournoi               | Pas de tournoi |
| 60       | 08-11-1993 | Topper South American Open, Buenos Aires   | World Series   | 275 000 $      | Terre (ext.)   | Carlos Costa           | Alberto Berasategui    | 3-6, 6-1, 6-4                |                |
| 61       | 07-11-1994 | Topper South American Open, Buenos Aires   | World Series   | 288 750 $      | Terre (ext.)   | Àlex Corretja          | Javier Frana           | 6-3, 5-7, 7-6                |                |
| 62       | 06-11-1995 | Topper South American Open, Buenos Aires   | World Series   | 303 000 $      | Terre (ext.)   | Carlos Moyà            | Félix Mantilla         | 6-0, 6-3                     |                |
|          | 1996-2000  | Pas de tournoi                             | Pas de tournoi | Pas de tournoi | Pas de tournoi | Pas de tournoi         | Pas de tournoi         | Pas de tournoi               | Pas de tournoi |
| 63       | 19-02-2001 | Copa AT&T, Buenos Aires                    | Int' Series    | 600 000 $      | Terre (ext.)   | Gustavo Kuerten        | José Acasuso           | 6-1, 6-3                     | Tableau        |
| 64       | 18-02-2002 | Copa AT&T, Buenos Aires                    | Int' Series    | 400 000 $      | Terre (ext.)   | Nicolás Massú          | Agustín Calleri        | 2-6, 7-65, 6-2               | Tableau        |
| 65       | 17-02-2003 | Copa AT&T, Buenos Aires                    | Int' Series    | 355 000 $      | Terre (ext.)   | Carlos Moyà            | Guillermo Coria        | 6-3, 4-6, 6-4                | Tableau        |
| 66       | 16-02-2004 | ATP Buenos Aires, Buenos Aires             | Int' Series    | 355 000 $      | Terre (ext.)   | Guillermo Coria        | Carlos Moyà            | 6-4, 6-1                     | Tableau        |
| 67       | 07-02-2005 | ATP Buenos Aires, Buenos Aires             | Int' Series    | 355 000 $      | Terre (ext.)   | Gastón Gaudio          | Mariano Puerta         | 6-4, 6-4                     | Tableau        |
| 68       | 13-02-2006 | Copa Telmex, Buenos Aires                  | Int' Series    | 400 000 $      | Terre (ext.)   | Carlos Moyà            | Filippo Volandri       | 7-66, 6-4                    | Tableau        |
| 69       | 19-02-2007 | Copa Telmex, Buenos Aires                  | Int' Series    | 420 000 $      | Terre (ext.)   | Juan Mónaco            | Alessio Di Mauro       | 6-1, 6-2                     | Tableau        |
| 70       | 18-02-2008 | Copa Telmex, Buenos Aires                  | Int' Series    | 441 000 $      | Terre (ext.)   | David Nalbandian       | José Acasuso           | 3-6, 7-65, 6-4               | Tableau        |
| 71       | 16-02-2009 | Copa Telmex, Buenos Aires                  | ATP 250        | 531 000 $      | Terre (ext.)   | Tommy Robredo          | Juan Mónaco            | 7-5, 2-6, 7-65               | Tableau        |
| 72       | 15-02-2010 | Copa Telmex, Buenos Aires                  | ATP 250        | 475 300 $      | Terre (ext.)   | Juan Carlos Ferrero    | David Ferrer           | 5-7, 6-4, 6-3                | Tableau        |
| 73       | 14-02-2011 | Copa Claro, Buenos Aires                   | ATP 250        | 478 900 $      | Terre (ext.)   | Nicolás Almagro        | Juan Ignacio Chela     | 6-3, 3-6, 6-4                | Tableau        |
| 74       | 20-02-2012 | Copa Claro, Buenos Aires                   | ATP 250        | 484 100 $      | Terre (ext.)   | David Ferrer           | Nicolás Almagro        | 4-6, 6-3, 6-2                | Tableau        |
| 75       | 18-02-2013 | Copa Claro, Buenos Aires                   | ATP 250        | 493 670 $      | Terre (ext.)   | David Ferrer           | Stanislas Wawrinka     | 6-4, 3-6, 6-1                | Tableau        |
| 76       | 10-02-2014 | Copa Claro, Buenos Aires                   | ATP 250        | 488 890 $      | Terre (ext.)   | David Ferrer           | Fabio Fognini          | 6-4, 6-3                     | Tableau        |
| 77       | 23-02-2015 | Argentina Open, Buenos Aires               | ATP 250        | 500 550 $      | Terre (ext.)   | Rafael Nadal           | Juan Mónaco            | 6-4, 6-1                     | Tableau        |
| 78       | 08-02-2016 | Argentina Open, Buenos Aires               | ATP 250        | 523 470 $      | Terre (ext.)   | Dominic Thiem          | Nicolás Almagro        | 7-62, 3-6, 7-64              | Tableau        |
| 79       | 13-02-2017 | Argentina Open, Buenos Aires               | ATP 250        | 546 680 $      | Terre (ext.)   | Alexandr Dolgopolov    | Kei Nishikori          | 7-64, 6-4                    | Tableau        |
| 80       | 12-02-2018 | Argentina Open, Buenos Aires               | ATP 250        | 568 190 $      | Terre (ext.)   | Dominic Thiem          | Aljaž Bedene           | 6-2, 6-4                     | Tableau        |
| 81       | 11-02-2019 | Argentina Open, Buenos Aires               | ATP 250        | 590 745 $      | Terre (ext.)   | Marco Cecchinato       | Diego Schwartzman      | 6-1, 6-2                     | Tableau        |
| 82       | 10-02-2020 | Argentina Open, Buenos Aires               | ATP 250        | 611 420 $      | Terre (ext.)   | Casper Ruud            | Pedro Sousa            | 6-1, 6-4                     | Tableau        |
| 83       | 01-03-2021 | Argentina Open, Buenos Aires               | ATP 250        | 329 550 $      | Terre (ext.)   | Diego Schwartzman      | Francisco Cerúndolo    | 6-1, 6-2                     | Tableau        |
| 84       | 07-02-2022 | Argentina Open, Buenos Aires               | ATP 250        | 602 250 $      | Terre (ext.)   | Casper Ruud            | Diego Schwartzman      | 5-7, 6-2, 6-3                | Tableau        |
| 85       | 13-02-2023 | Argentina Open, Buenos Aires               | ATP 250        | 626 595 $      | Terre (ext.)   | Carlos Alcaraz         | Cameron Norrie         | 6-3, 7-5                     | Tableau        |
| 86       | 12-02-2024 | IEB+ Argentina Open, Buenos Aires          | ATP 250        | 642 615 $      | Terre (ext.)   | Facundo Díaz Acosta    | Nicolás Jarry          | 6-3, 6-4                     | Tableau        |
| 87       | 10-02-2025 | IEB+ Argentina Open, Buenos Aires          | ATP 250        | 658 390 $      | Terre (ext.)   | João Fonseca           | Francisco Cerúndolo    | 6-4, 7-61                    | Tableau        |

### Double
| No | Date       | Nom et lieu du tournoi                     | Catégorie      | Dotation       | Surface        | Vainqueurs                          | Finalistes                            | Score                   |                |
| -- | ---------- | ------------------------------------------ | -------------- | -------------- | -------------- | ----------------------------------- | ------------------------------------- | ----------------------- | -------------- |
| 1  | 11-11-1968 | , Buenos Aires                             |                | NC $           | Terre (ext.)   | Andrés Gimeno Fred Stolle           | Roy Emerson Rod Laver                 | 6-3, 4-6, 7-5, 6-1      |                |
| 2  | 10-11-1969 | , Buenos Aires                             |                | NC $           | Terre (ext.)   | Patricio Cornejo Jaime Fillol       | Roy Emerson Frew McMillan             | Forfait                 |                |
| 3  | 09-11-1970 | , Buenos Aires                             |                | NC $           | Terre (ext.)   | Robert Carmichael Ray Ruffels       | Željko Franulović Jan Kodeš           | 7-5, 6-2, 5-7, 6-7, 6-3 |                |
| 4  | 29-11-1971 | , Buenos Aires                             |                | NC $           | Terre (ext.)   | Željko Franulović Ilie Năstase      | Patricio Cornejo Jaime Fillol         | 6-4, 6-4                |                |
| 5  | 04-12-1972 | , Buenos Aires                             |                | NC $           | Terre (ext.)   | Jaime Fillol Jaime Pinto-Bravo      | Iván Molina Barry Phillips-Moore      | 2-6, 7-6, 6-2           |                |
| 6  | 26-11-1973 | , Buenos Aires                             |                | NC $           | Terre (ext.)   | Ricardo Cano Guillermo Vilas        | Patricio Cornejo Iván Molina          | 7-6, 6-3                |                |
| 7  | 25-11-1974 | , Buenos Aires                             |                | NC $           | Terre (ext.)   | Manuel Orantes Guillermo Vilas      | Patricio Cornejo Jaime Fillol         | 6-4, 6-3                |                |
| 8  | 10-11-1975 | , Buenos Aires                             |                | NC $           | Terre (ext.)   | Paolo Bertolucci Adriano Panatta    | Jürgen Fassbender Hans-Jürgen Pohmann | 7-6, 6-7, 6-4           |                |
| 9  | 22-11-1976 | , Buenos Aires                             |                | 50 000 $       | Terre (ext.)   | Carlos Kirmayr Tito Vázquez         | Ricardo Cano Belus Prajoux            | 6-4, 7-5                |                |
| 10 | 11-04-1977 | , Buenos Aires                             |                | NC $           | Terre (ext.)   | Wojtek Fibak Ion Țiriac             | Lito Álvarez Guillermo Vilas          | 7-5, 0-6, 7-6           |                |
| 11 | 21-11-1977 | , Buenos Aires                             |                | 75 000 $       | Terre (ext.)   | Ion Țiriac Guillermo Vilas          | Ricardo Cano Antonio Muñoz            | 6-4, 6-0                |                |
| 12 | 27-11-1978 | South American Championships, Buenos Aires |                | 175 000 $      | Terre (ext.)   | Chris Lewis Van Winitsky            | José Luis Clerc Belus Prajoux         | 6-4, 3-6, 6-0           |                |
| 13 | 19-11-1979 | South American Championships, Buenos Aires |                | 175 000 $      | Terre (ext.)   | Tomáš Šmíd Sherwood Stewart         | Marcos Hocevar João Soares            | 6-1, 7-5                |                |
| 14 | 17-11-1980 | South American Championships, Buenos Aires |                | 175 000 $      | Terre (ext.)   | Hans Gildemeister Andrés Gómez      | Ángel Giménez Jairo Velasco           | 6-4, 7-5                |                |
| 15 | 16-11-1981 | South American Championships, Buenos Aires |                | 175 000 $      | Terre (ext.)   | Marcos Hocevar João Soares          | Álvaro Fillol Jaime Fillol            | 7-6, 6-7, 6-4           |                |
| 16 | 01-02-1982 | La Serenísima Copa Argentina, Buenos Aires |                | 75 000 $       | Terre (ext.)   | Hans Kary Zoltán Kuhárszky          | Ángel Giménez Manuel Orantes          | 7-5, 6-2                |                |
|    | 1983-1984  | Pas de tournoi                             | Pas de tournoi | Pas de tournoi | Pas de tournoi | Pas de tournoi                      | Pas de tournoi                        | Pas de tournoi          | Pas de tournoi |
| 17 | 25-02-1985 | Nabisco Grand Prix, Buenos Aires           |                | 80 000 $       | Terre (ext.)   | Martín Jaite Christian Miniussi     | Eduardo Bengoechea Diego Pérez        | 6-4, 6-3                |                |
| 18 | 10-11-1986 | Copa Banco Galicia, Buenos Aires           |                | 85 000 $       | Terre (ext.)   | Loïc Courteau Horst Skoff           | Gustavo Luza Gustavo Tiberti          | 3-6, 6-4, 6-3           |                |
| 19 | 16-11-1987 | Argentine Open, Buenos Aires               |                | 89 400 $       | Terre (ext.)   | Sergio Casal Tomás Carbonell        | Jay Berger Horacio de la Peña         | Forfait                 |                |
| 20 | 07-11-1988 | Copa Nabisco Royal, Buenos Aires           |                | 93 400 $       | Terre (ext.)   | Carlos Costa Javier Sánchez         | Eduardo Bengoechea José Luis Clerc    | 6-3, 3-6, 6-3           |                |
|    | 1989-1992  | Pas de tournoi                             | Pas de tournoi | Pas de tournoi | Pas de tournoi | Pas de tournoi                      | Pas de tournoi                        | Pas de tournoi          | Pas de tournoi |
| 21 | 08-11-1993 | Topper South American Open, Buenos Aires   | World Series   | 275 000 $      | Terre (ext.)   | Tomás Carbonell Carlos Costa        | Sergio Casal Emilio Sánchez           | 6-4, 6-4                |                |
| 22 | 07-11-1994 | Topper South American Open, Buenos Aires   | World Series   | 288 750 $      | Terre (ext.)   | Sergio Casal Emilio Sánchez         | Tomás Carbonell Francisco Roig        | 6-3, 6-2                |                |
| 23 | 06-11-1995 | Topper South American Open, Buenos Aires   | World Series   | 303 000 $      | Terre (ext.)   | Vincent Spadea Christo van Rensburg | Jiří Novák David Rikl                 | 6-3, 6-3                |                |
|    | 1996-2000  | Pas de tournoi                             | Pas de tournoi | Pas de tournoi | Pas de tournoi | Pas de tournoi                      | Pas de tournoi                        | Pas de tournoi          | Pas de tournoi |
| 24 | 19-02-2001 | Copa AT&T, Buenos Aires                    | Int' Series    | 600 000 $      | Terre (ext.)   | Lucas Arnold Ker Tomás Carbonell    | Mariano Hood Sebastián Prieto         | 5-7, 7-5, 7-65          | Tableau        |
| 25 | 18-02-2002 | Copa AT&T, Buenos Aires                    | Int' Series    | 400 000 $      | Terre (ext.)   | Gastón Etlis Martín Rodríguez       | Simon Aspelin Andrew Kratzmann        | 3-6, 6-3, [10-4]        | Tableau        |
| 26 | 17-02-2003 | Copa AT&T, Buenos Aires                    | Int' Series    | 355 000 $      | Terre (ext.)   | Mariano Hood Sebastián Prieto       | Lucas Arnold Ker David Nalbandian     | 6-2, 6-2                | Tableau        |
| 27 | 16-02-2004 | ATP Buenos Aires, Buenos Aires             | Int' Series    | 355 000 $      | Terre (ext.)   | Lucas Arnold Ker Mariano Hood       | Federico Browne Diego Veronelli       | 7-5, 62-7, 6-4          | Tableau        |
| 28 | 07-02-2005 | ATP Buenos Aires, Buenos Aires             | Int' Series    | 355 000 $      | Terre (ext.)   | František Čermák Leoš Friedl        | José Acasuso Sebastián Prieto         | 6-2, 7-5                | Tableau        |
| 29 | 13-02-2006 | Copa Telmex, Buenos Aires                  | Int' Series    | 400 000 $      | Terre (ext.)   | František Čermák Leoš Friedl        | Vasilis Mazarakis Boris Pašanski      | 6-1, 6-2                | Tableau        |
| 30 | 19-02-2007 | Copa Telmex, Buenos Aires                  | Int' Series    | 420 000 $      | Terre (ext.)   | Sebastián Prieto Martín García      | Rubén Ramírez Hidalgo Albert Montañés | 6-4, 6-2                | Tableau        |
| 31 | 18-02-2008 | Copa Telmex, Buenos Aires                  | Int' Series    | 441 000 $      | Terre (ext.)   | Agustín Calleri Luis Horna          | Werner Eschauer Peter Luczak          | 6-0, 66-7, [10-2]       | Tableau        |
| 32 | 16-02-2009 | Copa Telmex, Buenos Aires                  | ATP 250        | 531 000 $      | Terre (ext.)   | Marcel Granollers Alberto Martín    | Nicolás Almagro Santiago Ventura      | 6-3, 5-7, [10-8]        | Tableau        |
| 33 | 15-02-2010 | Copa Telmex, Buenos Aires                  | ATP 250        | 475 300 $      | Terre (ext.)   | Sebastián Prieto Horacio Zeballos   | Simon Greul Peter Luczak              | 7-6, 6-3                | Tableau        |
| 34 | 14-02-2011 | Copa Claro, Buenos Aires                   | ATP 250        | 478 900 $      | Terre (ext.)   | Oliver Marach Leonardo Mayer        | Franco Ferreiro André Sá              | 7-66, 6-3               | Tableau        |
| 35 | 20-02-2012 | Copa Claro, Buenos Aires                   | ATP 250        | 484 100 $      | Terre (ext.)   | David Marrero Fernando Verdasco     | Michal Mertiňák André Sá              | 6-4, 6-4                | Tableau        |
| 36 | 18-02-2013 | Copa Claro, Buenos Aires                   | ATP 250        | 493 670 $      | Terre (ext.)   | Simone Bolelli Fabio Fognini        | Nicholas Monroe Simon Stadler         | 6-3, 6-2                | Tableau        |
| 37 | 10-02-2014 | Copa Claro, Buenos Aires                   | ATP 250        | 488 890 $      | Terre (ext.)   | Marcel Granollers Marc López        | Pablo Cuevas Horacio Zeballos         | 7-5, 6-4                | Tableau        |
| 38 | 23-02-2015 | Argentina Open, Buenos Aires               | ATP 250        | 500 550 $      | Terre (ext.)   | Jarkko Nieminen André Sá            | Pablo Andújar Oliver Marach           | 4-6, 6-4, [10-7]        | Tableau        |
| 39 | 08-02-2016 | Argentina Open, Buenos Aires               | ATP 250        | 523 470 $      | Terre (ext.)   | Juan Sebastián Cabal Robert Farah   | Íñigo Cervantes Paolo Lorenzi         | 6-3, 6-0                | Tableau        |
| 40 | 13-02-2017 | Argentina Open, Buenos Aires               | ATP 250        | 546 680 $      | Terre (ext.)   | Juan Sebastián Cabal Robert Farah   | Santiago González David Marrero       | 6-1, 6-4                | Tableau        |
| 41 | 12-02-2018 | Argentina Open, Buenos Aires               | ATP 250        | 568 190 $      | Terre (ext.)   | Andrés Molteni Horacio Zeballos     | Juan Sebastián Cabal Robert Farah     | 6-3, 5-7, [10-3]        | Tableau        |
| 42 | 11-02-2019 | Argentina Open, Buenos Aires               | ATP 250        | 590 745 $      | Terre (ext.)   | Máximo González Horacio Zeballos    | Diego Schwartzman Dominic Thiem       | 6-1, 6-1                | Tableau        |
| 43 | 10-02-2020 | Argentina Open, Buenos Aires               | ATP 250        | 611 420 $      | Terre (ext.)   | Marcel Granollers Horacio Zeballos  | Guillermo Durán Juan Ignacio Londero  | 6-4, 5-7, [18-16]       | Tableau        |
| 44 | 01-03-2021 | Argentina Open, Buenos Aires               | ATP 250        | 329 550 $      | Terre (ext.)   | Tomislav Brkić Nikola Čačić         | Ariel Behar Gonzalo Escobar           | 6-3, 7-5                | Tableau        |
| 45 | 07-02-2022 | Argentina Open, Buenos Aires               | ATP 250        | 602 250 $      | Terre (ext.)   | Santiago González Andrés Molteni    | Fabio Fognini Horacio Zeballos        | 6-1, 6-1                | Tableau        |
| 46 | 13-02-2023 | Argentina Open, Buenos Aires               | ATP 250        | 626 595 $      | Terre (ext.)   | Simone Bolelli Fabio Fognini        | Nicolás Barrientos Ariel Behar        | 6-2, 6-4                | Tableau        |
| 47 | 12-02-2024 | IEB+ Argentina Open, Buenos Aires          | ATP 250        | 642 615 $      | Terre (ext.)   | Simone Bolelli Andrea Vavassori     | Marcel Granollers Horacio Zeballos    | 6-2, 7-66               | Tableau        |
| 48 | 10-02-2025 | IEB+ Argentina Open, Buenos Aires          | ATP 250        | 658 390 $      | Terre (ext.)   | Guido Andreozzi Théo Arribagé       | Rafael Matos Marcelo Melo             | 7-5, 4-6, [10-7]        | Tableau        |

## Palmarès mixte
| No       | Date       | Nom et lieu du tournoi                    | Catégorie | Dotation | Surface      | Vainqueures                        | Finalistes                        | Score    |         |
| -------- | ---------- | ----------------------------------------- | --------- | -------- | ------------ | ---------------------------------- | --------------------------------- | -------- | ------- |
| 1        | 19-04-1965 | River Plate Championships Buenos Aires    |           | NC       | Terre (ext.) | Margaret Smith Enrique Morea       | Lesley Turner Julián Ganzábal     | 6-1, 8-6 | Tableau |
| Ère Open |            |                                           |           |          |              |                                    |                                   |          |         |
| 2        | 27-11-1972 | South American Championships Buenos Aires |           | NC       | Terre (ext.) | María-Isabel Fernández Iván Molina | Elvira Weisenberger Belus Prajoux | 7-5, 6-4 | Tableau |